# كارلوس إسكوبار أورتيز
كارلوس إسكوبار أورتيز (بالإسبانية: Carlos Escobar Ortiz) (24 ديسمبر 1989 بكوكيمبو في تشيلي - ) هو لاعب كرة قدم تشيلي في مركز الهجوم. لعب مع نادي أوهيجينس ونادي كوكيمبو أونيدو وسان لويس دي كويلوتا وDeportes Temuco ‏ ونادي كوبريسال.

## وصلات خارجية
- كارلوس إسكوبار أورتيز على موقع قاعدة بيانات كرة القدم.إي يو (الإنجليزية)
- كارلوس إسكوبار أورتيز على موقع Soccerway.com (الإنجليزية)
- كارلوس إسكوبار أورتيز على موقع عالم كرة القدم.نت (الإنجليزية)
- كارلوس إسكوبار أورتيز على موقع AS.com (الإسبانية)